# صموئيل إس. كارول
صموئيل إس. كارول (بالإنجليزية: Samuel S. Carroll)‏ هو ضابط أمريكي، ولد في 21 سبتمبر 1832 في تاكوما بارك في الولايات المتحدة، وتوفي بنفس المكان في 28 يناير 1893.